# South Hutchinson
South Hutchinson – miasto w Stanach Zjednoczonych, w stanie Kansas, w hrabstwie Reno.